# Mimacanthocinus
Mimacanthocinus is een kevergeslacht uit de familie van de boktorren (Cerambycidae). De wetenschappelijke naam van het geslacht werd voor het eerst geldig gepubliceerd in 1958 door Breuning.

## Soorten
Mimacanthocinus is monotypisch en omvat slechts de volgende soort:
- Mimacanthocinus tonkinensis Breuning, 1958